# 잔인한 도시
《잔인한 도시》는 1982년 5월 29일에 방영된 TV문학관이다.

## 줄거리
공원에서 새의 방생권을 팔아 생계를 유지하는 새장수 청년(하명중)이 있다. 하지만 그가 판다는 새의 방생권은 사실 거짓이다. 그는 야생 새를 잡아 속날개를 가위로 자른 뒤 낮에는 공원을 찾는 손님들에게 방생권을 팔고 밤에는 속날개가 잘린 관계로 멀리 날아가지 못하고 근처 숲에 자리잡은 새들을 다시 잡아들이는 행위를 반복하고 있다.
마침 3년 형을 마치고 감옥에서 나온 한 노인(전무송)이 오랜만에 공원에 나왔다가 새장수 청년의 행동을 보고 수상쩍게 여기고 청년의 뒤를 밟게 되는데...

## 출연
- 전무송
- 하명중
- 강부자
- 김순철
- 최명수
- 안해숙
- 최정훈
- 박정웅
- 김인문
- 기정수
- 서승현
- 오기환
- 금보라
- 태민영
- 이계영
- 이승현
- 고광우
- 박승규
- 김대규
- 이종민